# مایکل پرایس
مایکل پرایس (انگلیسی: Michael Price) آهنگساز، تهیه‌کننده موسیقی، تنظیم‌کننده، برنامه‌نویس و تدوین‌کنندهٔ موسیقی اهل انگلستان است.
وی به‌همراهِ دیوید آرنولد بابتِ موسیقی مجموعهٔ تلویزیونی شرلوک، برندهٔ جایزه امی شده است.
از دیگر فیلم‌ها و سریال‌هایی که وی نقشی در تولید موسیقی آنها داشته است، می‌توان به افق رویداد، جوخه برادران، ارباب حلقه‌ها: یاران حلقه، در واقع عشق، نکته باریک، ننی مک‌فی، پلیس خفن، فرزندان انسان، خانه وارونه و کودک وحشی اشاره کرد.